# Baba (alévisme)
Pour les articles homonymes, voir Baba.
Un Baba est un chef religieux sunnite ou alévie. Par exemple un Baba bektachi ou soufi est l'équivalent du dede dans l'alevisme.